# Pulgarcito (revista)
Pulgarcito fue una revista de historietas española de periodicidad semanal publicada por la editorial El Gato Negro (luego Bruguera) desde 1921, y retomada en 1987 por Ediciones B, lo que la convierte en la de mayor duración de su mercado tras el TBO, siendo ambas las únicas que sobrevivieron a la Guerra Civil. En ella se publicaron las primeras historietas de Carpanta, Las hermanas Gilda, La familia Cebolleta, Zipi y Zape o Mortadelo y Filemón.
Parte de sus historietas se recopilaron de forma monográfica en colecciones como Magos del lápiz (1949) y Colección Olé (1971).
Bruguera editó también las revistas Súper Pulgarcito (1948-1951), que aumentaba el número de páginas, y Gran Pulgarcito (1969-70), que alternaba el material autóctono con historietas foráneas, fundamentalmente francesas.
Con el desarrollo tecnológico, gran parte de sus ilustraciones y números gráficos pueden consultarse gratuitamente en línea.

## Primera época: 1921-1936
"Pulgarcito" surgió en junio de 1921, bajo el sello El Gato Negro. Alcanzó los 850 números en su primera época y pasó por sensibles diferencias en el formato y en el número de páginas, combinando relatos, artículos, pasatiempos y chistes; la historieta tenía en sus páginas solo una presencia testimonial. Muy pronto tuvo un considerable éxito de público: se calcula que a partir del número 9 alcanzó una tirada de 50.000 ejemplares. En las primeras historietas de la revista colaboraron dibujantes como Emili Boix, Donaz, Salvador Mestres, Arturo Moreno, Melcior Niubó (1912-1982), C. Plá, Juan Martínez Buendía "Tínez" (1893-1970), Urda o Ermengol Vinaixa (1886-1954).

## Segunda época: 1937
La revista no modificó de forma significativa su contenido durante los primeros compases de la Guerra Civil, aunque durante este año solo produjo 5 números.

## Tercera época: 1938
En plena Guerra Civil, El Gato Negro funcionó como empresa gestionada por los propios empleados, quienes produjeron 48 números de la revista.

## Cuarta época: 1944-1947
Tras la guerra civil, la penuria económica dificultó la publicación de la revista. Entre 1945 y 1947, Bruguera (que ya había adquirido este nombre) publicó, con periodicidad irregular y un tamaño de 13 x 21 cm, solo 13 números y un almanaque.
| Aparición | Números | Título             | Autoría       | Comentario |
| --------- | ------- | ------------------ | ------------- | ---------- |
| 1944      |         | El mundo se ríe    | VV. AA.       |            |
| 1944      |         | Teodolito Ultramuz | Pedro Alférez |            |

## Quinta época: 1947-1952
Entre 1947 y 1952, Pulgarcito recuperó su aparición semanal, pero cambió frecuentemente de cabecera (manteniendo siempre la palabra Pulgarcito, junto a cambiantes antetítulos), y eludió la numeración en portada, ya que carecía del permiso oficial para publicarse regularmente. En esta época, compuesta por 264 números, y bajo la dirección de Rafael González Martínez se inició el auge de la Escuela Bruguera, aunque se tardó en asentar unos personajes fijos:
| Aparición | Números | Título                                            | Autoría            | Comentario                         |
| --------- | ------- | ------------------------------------------------- | ------------------ | ---------------------------------- |
| 1947-     |         | El repórter Tribulete                             | Cifré              | Nueva, pasó a "Mortadelo"          |
| 1947      |         | Las tremebundas fazañas de Don Furcio Buscabollos | Cifré              | Nueva, pasó a "Tío Vivo"           |
| 1947      |         | La familia Pepe                                   | Juan García Iranzo |                                    |
| 1947      |         | Sindulfo Sindetikón                               | Sabatés            |                                    |
| 1947      |         | Carpanta                                          | Escobar            |                                    |
| 1947-     |         | Don Pío                                           | Peñarroya          | Nueva                              |
| 1947      | 15      | Polín y Pilón                                     | Sabatés            |                                    |
| 1947      |         | Melindro Gutiérrez                                | Jorge              |                                    |
| 1947      |         | Leovigildo Viruta                                 | Jorge              |                                    |
| 1947      | 29-     | Calixto                                           | José Peñarroya     | Nueva, también en Super Pulgarcito |

También se incluían dos series de acción de grafismo realista, El Inspector Dan de la Patrulla Volante de Eugenio Giner y Silver Roy de Antonio Bosch Penalva, así como las secciones Digame Vd., El mundo ríe, La historieta rompecabezas y Aunque le cueste creerlo. Posteriormente, se iniciaron:
| Aparición | Números       | Título                      | Autoría        | Comentario                  |
| --------- | ------------- | --------------------------- | -------------- | --------------------------- |
| 1948-     |               | Gordito Relleno             | Peñarroya      | Nueva                       |
| 1948      | 37-           | Pantera Gris                | Ripoll G.      | Sustituye a Silver Roy      |
| 1948      | 39-46 y 49-51 | La mansión de los espectros | Manuel Vázquez |                             |
| 1948      | 40-           | Heliodoro Hipotenuso        | Manuel Vázquez |                             |
| 1948      | 44-           | Casildo Calasparra          | Ángel Nadal    | Nueva                       |
| 1948      |               | El caserón diabólico        | Manuel Vázquez |                             |
| 1948      | 58-           | Zipi y Zape                 | Escobar        |                             |
| 1948      | 77-           | Doña Urraca                 | Jorge          |                             |
| 1949      | 96-           | Las hermanas Gilda          | Manuel Vázquez |                             |
| 1949      | 99-           | Cucufato Pi                 | Peñarroya      | Nueva, pasó a "El DDT"      |
| 1949      |               | Rosquilla Ladrón            | Arnalot        | Nueva                       |
| 1949      | 112-          | El loco Carioco             | Conti          |                             |
| 1949      |               | Cleopatro Martínez          | Arnalot        | También en Super Pulgarcito |

La mayoría de estas primeras series incidieron en la crítica costumbrista, uno de los rasgos típicos de la Escuela Bruguera, salvo excepciones como La Familia Pepe, La mansión de los espectros o Doña Urraca.
En 1951 y con motivo del 30.º aniversario de la revista, se aumentó su formato y se introdujeron más colores, además de incluirse la numeración auténtica desde 1921 (con lo que el número 249 pasó a ser el 1091). Seguirían apareciendo también nuevos personajes:
| Aparición | Números                 | Título                    | Autoría        | Comentario |
| --------- | ----------------------- | ------------------------- | -------------- | ---------- |
| 1951      | 249 (1091) a            | Don Pancho                | Jorge          |            |
| 1951      | 250 (1092) a 264 (1107) | Don Binomio e Hijo, S. L. | Manuel Vázquez |            |
| 1951      |                         | Don Cloroformo            | Nadal          |            |
| 1951      |                         | Don Folio                 | Nadal          |            |
| 1952      |                         | Simplicio                 | García         |            |

## Sexta época: 1952-1981
En 1952 y en el número 265 se inicia una nueva etapa de la revista cuando por fin ésta alcanza el permiso oficial para editarse como publicación periódica. Surgen nuevos personajes:
| Aparición | Números   | Título                     | Autoría       | Comentario |
| --------- | --------- | -------------------------- | ------------- | ---------- |
| 1953      | 1139-     | Pascual, criado leal       | Ángel Nadal   | Nueva      |
| 1953      | 1139-     | El doctor Cataplasma       | Martz Schmidt | Nueva      |
| 1953      | 1143-     | Sisebuto, detective astuto | Jorge         | Nueva      |
| 1953-1957 | 1150-1367 | Vagancio                   | Cifré         | Nueva      |
| 1953      |           | Sófocles                   | Martz Schmidt | Nueva      |
| 1954      | 1204-     | Petra, criada para todo    | Escobar       | Nueva      |
| 1954      |           | Filo Mochales              | Escobar       | Nueva      |

Mediada la década, empezó a perder parte de su carácter testimonial, debido a la aplicación del Decreto de 24 de junio de 1955 sobre ordenación de la prensa infantil y juvenil, que supuso un aumento de la censura. Se sumaron series de acción escritas por Víctor Mora como El Capitán Trueno, dibujada por Ambrós, y Vendaval, que lo fue por Antonio Bernal, así como la sección didáctica ¿Qué sabe Vd. de...?, aunque destacaron sobre todo las nuevas series humorísticas, obra de la segunda generación o generación del 57 de la Escuela Bruguera:
| Aparición  | Números | Título                                              | Autoría        | Comentario                     |
| ---------- | ------- | --------------------------------------------------- | -------------- | ------------------------------ |
| 1954       |         | Pepe Deporte                                        | Escobar        | Nueva                          |
| 1957       |         | Jan                                                 | Gin            | Nueva                          |
| 1957       |         | Troglodito                                          | Martz Schmidt  |                                |
| 1957-1962  |         | Margarito Celemín, un vendedor muy pillín           | Blas Sanchís   |                                |
| 1957       | 1377-   | Rigoberto Picaporte, solterón de mucho porte        | Roberto Segura | Nueva, pasó a "Din Dan"        |
| 1957       |         | Don Isótopo                                         | Vázquez        |                                |
| 1957-1961  |         | Rebrútez                                            | Raf            |                                |
| 20/01/1958 | 1394    | Mortadelo y Filemón                                 | Ibáñez         | Nueva                          |
| 07/07/1958 | 1418-   | La Familia Trapisonda                               | Ibáñez         | Nueva                          |
| 1958-1966  | 1424-   | La terrible Fifí                                    | Nené Estivill  | Nueva, también en "El Campeón" |
| 1958       |         | Doña Lío Portapartes, señora con malas artes        | Raf            | Nueva                          |
| 1959       |         | Rodolfito mantecoso, niño pillín y pecoso           | Raf            |                                |
| 1959       |         | El profesor Tragacanto y su clase que es de espanto | Martz Schmidt  | Nueva, pasó a "Din Dan"        |
| 1959       |         | Don Pelmazo                                         | Raf            | Nueva, también en "Ven y Ven"  |
| 1959       |         | El caballero Simón, pequeño, pero matón             | Jorge          |                                |
| 09/11/1959 | 1488    | Doña Trini y sus animalitos                         | Escobar        |                                |

En los sesenta, cabe destacar series como:
| Aparición | Números   | Título                                           | Autoría                       | Procedencia                            |
| --------- | --------- | ------------------------------------------------ | ----------------------------- | -------------------------------------- |
| 1962-1963 |           | Ríe amiguito con Pedrito, Conejín y Periquito    | Blas Sanchís                  |                                        |
| 1962-1963 |           | Don Agapito                                      | Blas Sanchís                  |                                        |
| 1963-1964 |           | Yo                                               | Ibáñez                        | Nueva                                  |
| 1964      | 1751-     | El Sheriff King                                  | Víctor Alcázar/Francisco Díaz |                                        |
| 1964-1966 |           | Uhu y el niño Prudencio                          | Ibáñez                        | Nueva, pasó a "Tío Vivo"               |
| 1965      |           | Empecemos a reír con Timorato                    | Enrich                        | Nueva                                  |
| 1965      | 1968-1972 | El doctor Esparadrapo y su ayudante Gazapo       | Ibáñez                        | "Tío Vivo"                             |
| 1965      |           | Gastón                                           | Franquin, Jidéhem             | Franco-belga                           |
| 1965-1967 |           | La familia Cebolleta                             | Vázquez                       | Procedía de "El DDT"                   |
| 1966      | 1810-     | Feliciano                                        | Vázquez                       | Nueva, pasó a "Gran Pulgarcito" (1969) |
| 1966-     |           | Pepsi Cola presenta a Pepsi Man                  | Ibáñez                        | Nueva, pasó a "Tío Vivo"               |
| 1966-1967 |           | Tontaínez                                        | Enrich                        | Nueva, pasó a "Tío Vivo"               |
| 1966-1967 |           | Agencia Percebete, tal y como indica el membrete | Cantero                       | Nueva                                  |
| 1966      |           | Epitafio Perdigón que no da ni con un cañón      | Joso                          | Nueva                                  |
| 1966-1967 |           | Ponderoso Joe                                    | Cubero                        | Nueva, pasó a "Tío Vivo"               |
| 1966      |           | Pitagorín                                        | Peñarroya                     |                                        |
| 1966-     |           | Olegario                                         | Raf                           |                                        |
| 1967      |           | Anacleto, agente secreto                         | Vázquez                       | Nueva, pasó a "El DDT"                 |
| 1969      |           | Plim el Magno                                    | Escobar                       | Nueva                                  |

Ya en los setenta:
| Aparición | Números | Título                | Autoría                     | Comentario |
| --------- | ------- | --------------------- | --------------------------- | ---------- |
| 1971      |         | Sindulfo, el terrible | Tony Balcells               | Nueva      |
| 1972      |         | Filadelfio Gun        |                             | Nueva      |
| 1972      |         | Heliotropo            |                             | Nueva      |
| 1972      |         | Serafín y Cía         | Bernet Toledano             | Nueva      |
| 1976      |         | El astronauta Felipe  | Enrich                      | Nueva      |
| 1976      |         | Candido Palmatoria    | Tran                        | Nueva      |
| 1976      |         | Don Filón             | Gosset                      | Nueva      |
| 1976      |         | Mandolino             | Blas Sanchís                | Nueva      |
| 1980      |         | Atasco-Star           | Rafael Vaquer/Alfonso López | Nueva      |

En 1973, su tirada era de 240.000 ejemplares.

## Séptima época: 1981-1985
Editorial Bruguera relanzó la revista el 2 de marzo de 1981, bajo la dirección de Mercedes Blanco Abelaira. Con un formato de bolsillo y 100 páginas, a un precio de 50 pesetas, alcanzó 178 números ordinarios:
| Aparición | Números | Título                           | Historias de "continuará" | Autoría             | Procedencia             |
| --------- | ------- | -------------------------------- | --- | ------------------- | ----------------------- |
| 2/03/1981 | 1       | Pulgarcito                       | | Jan                 | Nuevo                   |
| 2/03/1981 | 1       | Tom y Jerry                      | |                     |                         |
| 2/03/1981 | 1       | Fix y Foxy                       | |                     | Historieta alemana      |
| 2/03/1981 | 1       | Lanitas                          | | Dupa                | Historieta franco-belga |
| 2/03/1981 | 1       | Tete Cohete                      | | Francisco Ibáñez    |                         |
| 2/03/1981 | 1       | Los pitufos                      | Los pitufos negros (núm. 15-18) El ladrón de pitufos (núm. 19-22) El pitufo volador (núm. 23-26) El pitufísimo (núm. 27-34) Pitufofonía en do (núm. 35-38) La Pitufita (núm. 39-44) Los pitufos tienen hambre (núm. 45-47) Los pitufos y el huevo (núm. 48-50) El falso pitufo (núm. 51-53) El pitufo número 100 (núm. 54-56) El pitufo diferente (núm. 57-58)) Los pitufos y el ketekasko (núm. 59-63) El pitufador de lluvia (núm. 64-66) El cosmopitufo (núm. 67-70) Aprendiz de.. pitufo (núm. 71-73) Sopa de pitufos (núm. 76-78) Pitufo verde y verde pitufo (núm. 79-81) Los pitufos olímpicos (núm. 82-84) El pitufo volador (núm. 85-86) | Yvan Delporte/Peyo  | Spirou                  |
| 2/03/1981 | 1       | Nero                             | | Jordi Buxadé        |                         |
| 2/03/1981 | 1       | Bermudillo, el genio del hatillo | | Thom Roep/Piet Wijn | Neerlandesa             |
| 2/03/1981 | 1       | El profesor Tragacanto           | | Schmidt             |                         |
|           |         | Don Marino y su Submarino        | | Nicolás.            |                         |
|           |         | Maladona El Futbolista Chino     | | Nicolás             |                         |

## Octava época: 1985-1986
En diciembre de 1985, se inició una nueva etapa de la revista, bajo la dirección de Francisco Serrano Barrau. Solo alcanzó los 25 números, incluyendo las siguientes series:
| Aparición | Números | Título                                         | Autoría          | Comentario |
| --------- | ------- | ---------------------------------------------- | ---------------- | ---------- |
| 1985      | 1       | El botones Sacarino                            |                  |            |
| 1985      | 1       | Gordito Relleno                                |                  |            |
| 1985      | 1       | El profesor Tragacanto                         |                  |            |
| 1985      | 1       | Carpanta                                       | Escobar          |            |
| 1985      | 1       | El repórter Tribulete                          |                  |            |
| 1985      | 1       | Pitagorín                                      |                  |            |
| 1985      | 1       | Don Pío                                        |                  |            |
| 1985      | 1       | La abuelita Paz                                |                  |            |
| 1985      | 1       | Los señores de Alcorcón y el holgazán de Pepón |                  |            |
| 1985      | 1       | Godofredo y Pascualino viven del deporte fino  | Francisco Ibáñez | Reedición  |
| 1985      | 1       | Petronio López                                 | Gin              | Reedición  |

## Novena época: 1987
En 1987, Ediciones B relanzó la cabecera con un formato de 26 x 18 cm., llegando a producir 38 números.